# Chechu Fernández
Jesús Fernández Oceja (Santander, 25 de fevereiro de 1974) é um ex-handebolista profissional espanhol, medalhista olímpico.